# Мурава
Мурава — река в России, протекает по Похвистневскому району Самарской области. Устье реки расположено в 8,4 километра по правому берегу от устья реки Аманак, около села Старый Аманак. Длина реки — 21 километр, площадь водосборного бассейна — 84,2 км². Исток реки находится в окрестностях сёл Старомансуркино и Новое Мансуркино.
Река названа по русскому слову мурава (сочная трава, зелень) (ср. эст. Muru — газон).

## Данные водного реестра
По данным государственного водного реестра России относится к Нижневолжскому бассейновому округу, водохозяйственный участок реки — Большой Кинель от истока и до устья, без реки Кутулук от истока до Кутулукского гидроузла. Речной бассейн реки — Волга от верхнего Куйбышевского водохранилища до впадения в Каспий.
Код объекта в государственном водном реестре — 11010000812112100008197.